# Miodrag Džudović
Miodrag Džudović (ur. 6 września 1979 w Plavie) – czarnogórski piłkarz grający na pozycji środkowego obrońcy. 

## Kariera klubowa
Karierę piłkarską Džudović rozpoczął w klubie Jezero Plav. W 1999 roku zadebiutował w jego barwach w czwartej lidze jugosłowiańskiej. W 2001 roku awansował z nim do trzeciej, a w 2002 roku do drugiej ligi. W 2003 roku odszedł do innego drugoligowca wywodzącego się z Czarnogóry, Jedinstva Bijelo Polje, ale jeszcze przed końcem roku trafił do pierwszoligowego OFK Beograd, w którym zagrał w jednym spotkaniu.
Na początku 2004 roku Džudović przeszedł z OFK do ukraińskiego Wołynia Łuck. W klubie tym po raz pierwszy wystąpił 27 marca 2004 w wygranym 1:0 wyjazdowym spotkaniu z Karpatami Lwów. Zawodnikiem Wołynia był do końca 2005 roku. W ukraińskiej ekstraklasie rozegrał 40 meczów i strzelił 1 gola.
W 2006 roku Džudović odszedł z Wołynia do rosyjskiego Spartaka Nalczyk. W swój debiut w rosyjskiej Premier Lidze zanotował 18 marca 2006 w przegranym 0:1 domowym meczu z CSKA Moskwa. W zespole Spartaka pełni funkcję kapitana.
| Sezon     | Klub                   | Kraj                | Rozgrywki     | Mecze | Bramki |
| --------- | ---------------------- | ------------------- | ------------- | ----- | ------ |
| 1999/2000 | Jezero Plav            | Jugosławia          | IV. liga      | ?     | ?      |
| 2000/2001 | Jezero Plav            | Jugosławia          | IV. liga      | ?     | ?      |
| 2001/2002 | Jezero Plav            | Jugosławia          | III. liga     | 21    | 2      |
| 2002/2003 | Jezero Plav            | Serbia i Czarnogóra | Prva Liga     | 27    | 2      |
| 2003/2004 | Jedinstvo Bijelo Polje | Serbia i Czarnogóra | Prva Liga     | 14    | 2      |
| 2003/2004 | OFK Beograd            | Serbia i Czarnogóra | Super Liga    | 1     | 0      |
| 2003/2004 | Wołyń Łuck             | Ukraina             | Wyszcza Liha  | 13    | 0      |
| 2004/2005 | Wołyń Łuck             | Ukraina             | Wyszcza Liha  | 25    | 1      |
| 2005/2006 | Wołyń Łuck             | Ukraina             | Wyszcza Liha  | 2     | 0      |
| 2006      | Spartak Nalczyk        | Rosja               | Priemjer-Liga | 25    | 1      |
| 2007      | Spartak Nalczyk        | Rosja               | Priemjer-Liga | 19    | 2      |
| 2008      | Spartak Nalczyk        | Rosja               | Priemjer-Liga | 26    | 1      |
| 2009      | Spartak Nalczyk        | Rosja               | Priemjer-Liga | 29    | 0      |
| 2010      | Spartak Nalczyk        | Rosja               | Priemjer-Liga |       | -      |

## Kariera reprezentacyjna
W reprezentacji Czarnogóry Džudović zadebiutował 19 listopada 2008 roku w wygranym 2:1 towarzyskim spotkaniu z Macedonią. W barwach kadry narodowej grał m.in. w eliminacjach do Mistrzostw Europy 2008, Mistrzostw Świata 2010 i Mistrzostw Europy 2012.